# Billy Hamilton (baseball, 1866)
Pour les articles homonymes, voir Hamilton et Billy Hamilton.
Ne doit pas être confondu avec Billy Hamilton (baseball, 1990).
William Robert « Billy » Hamilton (né le 16 février 1866, décédé le 15 décembre 1940) est un joueur de baseball américain qui évolue en ligues majeures de baseball de 1888 à 1901. Ce spécialiste des vols de bases est élu au Temple de la renommée du baseball en 1961.

## Carrière
Il a établi plusieurs records de la Ligue majeure de baseball. Il a commencé sa carrière avec les Cowboys de Kansas City en 1888. En 1889 il a frappé 0,301 avec 111 buts volés et 144 points comptés. En 1894 il a frappé 0,404 avec 198 points comptés, le record actuel de la Ligue majeure de baseball. Au moment de sa retraite en 1901 il avait une moyenne de 0,344 et donc fut en égalité avec Ed Delahanty pour la meilleure moyenne en carrière 0,3444 pour Hamilton contre 0,3441 pour Delahanty, incluant seulement les joueurs avec au moins 5000 présences au bâton. Jusqu'à la fin de 1902 Hamilton détenait le record, mais Delahanty a frappé 0,376 en 1902 pour augmenter sa moyenne à 0,346. Hamilton fut enfin surpassé par 5 autres joueurs et est désormais classé 7e pour la moyenne en carrière. 
Pendant sa carrière, il a établi le record pour le plus grand nombre de buts volés (914) a enregistré la meilleure moyenne au bâton (0,344), plus grand nombre de buts volés en une partie (7) et meilleur total de points comptés pendant une saison. Son record pour les buts volé fut dépassé par Lou Brock et puis Rickey Henderson, son record pour la moyenne fut dépassé par Ed Delahanty en 1903, mais son record pour le plus grand nombre de points comptés n'a jamais été dépassé - Babe Ruth détient le record pour le XXe siècle avec 177 points comptés en 1921. Hamilton est l'un trois joueurs de l'histoire des Ligues majeures à compter plus de points marqués que de matches joués.
Des blessures aux genoux écourtent sa carrière en Ligue majeure mais il continue à jouer en Ligues mineures jusqu'en 1910. Il a alors 44 ans. Il devient ensuite manager en Ligues mineures jusqu'en 1916 puis occupe un emploi de recruteur pour les Red Sox de Boston.
Décédé le 15 décembre 1940, il est élu au Temple de la renommée du baseball en 1961.

## Classements et palmarès
- Classé 7e pour la moyenne au bâton
- Classé 25e pour les points comptés
- Classé 3e pour les buts volés
- Élu au Temple de la renommée du baseball en 1961